# Akiva
Rabbi Akiva  eller Akiva ben Yosef (40 – 135 e.v.t.) var en af de største rabbinere i jødedommen. Det siges, at han havde tusinder af studenter. Akiva var de første mange år af sit liv (formentlig til han fyldte 40) ikke særlig lærd, og det siges, at han gik i skole sammen med sin søn for at lære at læse og skrive. Dette ændredes imidlertid, og Akiva oprettede flere akademier, hvor unge jøder kunne studere. Akiva fik så tilnavnet "Rabbi" (dvs. rabbiner, lærer).

## Opgøret med romerne
Rabbi Akiva levede i en turbulent tid, hvor romerne havde besat Israel. De kaldte provinsen "Palæstina", hvilket senere gav anledning til, at briterne kaldte deres mandat i området det samme. Nogle jøder mente, at man burde bekæmpe romerne, andre at man skulle lade dem være, idet man ville tabe en eventuel krig. Der er imidlertid ikke tvivl om, at der var kaos i området, og det var også i denne periode, at mange mennesker hævdede at være Messias. Forholdet blev drastisk forværret, da romerne i år 70 under den Første jødisk-romerske krig brændte det jødiske tempel. Dette havde været et religiøst centrum for jøderne. Siden da har jøder under gudstjenester altid vendt sig i retning af Grædemuren (den eneste mur af templet, der ikke brændte ned), når de beder.

## Bar Kokhba
For Simon Bar Kokhba (Bar Kokhba betyder "stjernesønnen") var der ikke tvivl: Det jødiske land var besat, og jøderne måtte gøre oprør mod den romerske besættelse. Bar Kokhba oprettede en slags undergrundshær, der skulle bekæmpe romerne, da Israel reelt ingen national hær havde. Romerne i landet havde nemlig indsat kong Herodes, og gennem ham styrede de langt de fleste statslige organer.
Bar Kokhba stillede strenge krav til folk, der ville være med i hans hær. For at blive optaget skulle man således være i stand til at hugge en finger af sig selv! Dette opponerede Rabbi Akiva sig mod. Sidstnævnte var på dette tidspunkt allerede blevet en indflydelsesrig herre i Israel, så Bar Kokhba rettede sig efter Rabbi Akiva og ændrede reglen: Man kunne komme med i hæren, hvis man kunne rive et træ op med rode med hænderne, mens man sad på en hest. At Rabbi Akiva blot havde kontakt med Bar Kokhba var imidlertid ikke noget, romerne så ganske positivt på. Bar Kokhba ledede det store oprør mod romerne 132 – 135 e.v.t.

## Rabbi Akivas lære
En kendt jødisk sang indeholder ordene: 

Rabbi Akiva sagde

Du skal elske din næste som dig selv

Dette er en stor af Torahs regler

Denne lære efter Rabbi Akiva har mange jøder taget til sig, bl.a. en jødisk ungdomsorganisation, "Bnei Akiva", der baserer sin ideologi derpå.

## Rabbi Akivas død
Romerne forbød jøderne at studere Torah. Dette var en stor torn i øjet på jøderne, der hidtil flittigt havde læst og var blevet inspireret af Torah. Rabbi Akiva fortsatte sine Torah-studier, omend hemmeligt. Romerne var nok godt klar over det. I hvert fald blev Akiva fanget og brændt levende, efter sigende mens romerne flåede kødet af hans krop! Om det i virkeligheden foregik så barbarisk kan ikke siges, men ifølge flere forskellige overleveringer døde han hvert fald under barsk tortur. Det berettes imidlertid, at Rabbi Akiva lo, da han døde. Nu havde han nemlig endelig forstået, hvad det ville sige at "elske Gud" (dette er jøder nemlig pålagt i shema-bønnen): Rabbi Akiva døde, mens han bad til Gud.
Mange mennesker vil nok være tilbøjelige til at kalde Rabbi Akiva en "martyr". Martyriet dyrkes dog ikke så meget i jødedommen.